# Temporada 2020 del Campeonato Británico de Superbikes
La temporada 2020 del Campeonato Británico de Superbikes (Oficialmente y en inglés Bennets British Superbikes in association with Pirelli, y coloquialmente conocido con el acrónimo BSB) fue la 33.ª edición de este certamen. El campeón de la temporada anterior, el inglés Scott Redding, no participó pues dio el salto al Mundial de Superbike con el Aruba.it Ducati.
El campeonato se vio afectado por el COVID-19, siendo la primera vez en la historia que se disputó sin público en las gradas. Aparte el calendario se vio reducido de 12 eventos a 6. Al último evento del año llegaron 5 pilotos con opciones matemáticas de procamarse campeón (Josh Brookes, Glenn Irwin, Christian Iddon, Jason O'halloran y Tarran Mackencie), resultando campeón el australiano Josh Brookes, que conseguía así su 2º título tras el conseguido en 2015.

## Pilotos y equipos
| Constructor | Equipo                                                       | No. | Piloto              | Rondas |
| ----------- | ------------------------------------------------------------ | --- | ------------------- | ------ |
| Ducati      | Visiontrack Ducati                                           | 21  | Christian Iddon     | Todas  |
| Ducati      | Visiontrack Ducati                                           | 25  | Josh Brookes        | Todas  |
| Ducati      | Oxford Products Racing Ducati                                | 46  | Tommy Bridewell     | Todas  |
| BMW         | Roadhouse Macau by ON1 Racing BMW team                       | 11  | Brian McCormack     | Todas  |
| BMW         | Rich Energy OMG Racing BMW                                   | 12  | Luke Mossey         | Todas  |
| BMW         | Rich Energy OMG Racing BMW                                   | 80  | Hèctor Barberà      | Todas  |
| BMW         | NP Motorcycles/                                              | 27  | Bjorn Estment       | 1-5    |
| BMW         | NP Motorcycles/                                              | 8   | Lachlan Epis        | 6      |
| BMW         | SYNETIQ BMW                                                  | 4   | Ian Hutchinson      | 5      |
| BMW         | SYNETIQ BMW                                                  | 28  | Bradley Ray         | Todas  |
| BMW         | SYNETIQ BMW                                                  | 99  | Taylor Mackenzie    | Todas  |
| BMW         | PR Racing                                                    | 40  | Joe Francis         | Todas  |
| BMW         | Global Robots BMW Team                                       | 60  | Peter Hickman       | Todas  |
| BMW         | Global Robots BMW Team                                       | 75  | Alex Olsen          | 1-3    |
| BMW         | Global Robots BMW Team                                       | 37  | Markus Reiterberger | 5      |
| Honda       | Honda Racing UK                                              | 2   | Glenn Irwin         | Todas  |
| Honda       | Honda Racing UK                                              | 18  | Andrew Irwin        | Todas  |
| Kawasaki    | MET Helthcare Team 64 Kawasaki                               | 3   | Graeme Irwin        | Todas  |
| Kawasaki    | RAF Regular & Reserve Kawasaki                               | 7   | Ryan Vickers        | Todas  |
| Kawasaki    | RAF Regular & Reserve Kawasaki                               | 41  | Jack Kennedy        | 4-6    |
| Kawasaki    | Massingberd-Mundi Kawasaki / Rapid Fulfillment FS-3 Kawasaki | 14  | Lee Jackson         | Todas  |
| Kawasaki    | Massingberd-Mundi Kawasaki / Rapid Fulfillment FS-3 Kawasaki | 83  | Danny Buchan        | Todas  |
| Kawasaki    | Bike Devil Kawasaki                                          | 20  | Tom Ward            | 2-5    |
| Kawasaki    | Bike Devil Kawasaki                                          | 44  | Gino Rea            | 1      |
| Kawasaki    | Bike Devil Kawasaki                                          | 59  | Matt Truelove       | 6      |
| Kawasaki    | James Burrel CDH Racing Kawasaki                             | 65  | Josh Owens          | Todas  |
| Kawasaki    | GR Motorsport Kawasaki                                       | 79  | Strom Stacey        | Todas  |
| Suzuki      | Powerslide Motorcycles                                       | 27  | Bjorn Estment       | 6      |
| Suzuki      | Buildbase Suzuki                                             | 33  | Keith Farmer        | 1, 4-5 |
| Suzuki      | Buildbase Suzuki                                             | 44  | Gino Rea            | 2-3    |
| Suzuki      | Buildbase Suzuki                                             | 44  | Gino Rea            | 4-6    |
| Suzuki      | Buildbase Suzuki                                             | 77  | Kyle Ryde           | Todas  |
| Yamaha      | Santander Salt TAG Yamaha                                    | 4   | Dan Linfoot         | 1-2    |
| Yamaha      | Santander Salt TAG Yamaha                                    | 41  | Jack Kennedy        | 1-2    |
| Yamaha      | McAMS Yamaha                                                 | 22  | Jason O'Halloran    | Todas  |
| Yamaha      | McAMS Yamaha                                                 | 95  | Tarran Mackenzie    | Todas  |

| Leyenda             | Leyenda |
| ------------------- | ------- |
| Piloto Titular      |         |
| Piloto Invitado     |         |
| Piloto de reemplazo |         |

- Todos los pilotos usan neumáticos Pirelli.

## Calendario y resultados
| Calendario 2020   | Calendario 2020 | Calendario 2020           | Calendario 2020 | Calendario 2020                                                | Calendario 2020                                                | Calendario 2020                                                | Calendario 2020                                                         |
| Pretemporada      | Pretemporada    | Pretemporada              | Pretemporada    | Pretemporada                                                   | Pretemporada                                                   | Pretemporada                                                   | Pretemporada                                                            |
| Test              | Test            | Circuito                  | Fecha           | Mejor tiempo                                                   | 2º Mejor tiempo                                                | 3er Mejor tiempo                                               | Resultados                                                              |
| ----------------- | --------------- | ------------------------- | --------------- | -------------------------------------------------------------- | -------------------------------------------------------------- | -------------------------------------------------------------- | ----------------------------------------------------------------------- |
| 1                 | D1              | Monteblanco               | 26 de febrero   | Jason O'Halloran 1:38:092                                      | Ryan Vickers 1:38:275                                          | Josh Brookes 1:38:285                                          | Tabla de tiempos Archivado el 26 de febrero de 2020 en Wayback Machine. |
| 1                 | D2              | Monteblanco               | 27 de febrero   | Josh Brookes 1:37:424                                          | Danny Buchan 1:37:538                                          | Hèctor Barberà 1:37:593                                        | Tabla de tiempos Archivado el 28 de febrero de 2020 en Wayback Machine. |
| 1                 | D3              | Monteblanco               | 28 de febrero   | Tommy Bridewell 1:36:796                                       | Josh Brookes 1:36:850                                          | Ryan Vickers 1:36:909                                          | Tabla de tiempos Archivado el 29 de febrero de 2020 en Wayback Machine. |
| 2                 | D1              | Jerez                     | 1 de marzo      | Tommy Bridewell 1:41:365                                       | Josh Brookes 1:41:436                                          | Tarran Mackenzie 1:41:661                                      | Tabla de tiempos Archivado el 3 de marzo de 2020 en Wayback Machine.    |
| 2                 | D2              | Jerez                     | 2 de marzo      | Josh Brookes 1:40:596                                          | Tommy Bridewell 1:41:221                                       | Hèctor Barberà 1:41:351                                        | Tabla de tiempos Archivado el 3 de marzo de 2020 en Wayback Machine.    |
| C                 | D1              | Silverstone National      | 2 abril         | Cancelado por la Pandemia de enfermedad por Coronavirus 19-20  | Cancelado por la Pandemia de enfermedad por Coronavirus 19-20  | Cancelado por la Pandemia de enfermedad por Coronavirus 19-20  | Cancelado por la Pandemia de enfermedad por Coronavirus 19-20           |
| Temporada regular |                 |                           |                 |                                                                |                                                                |                                                                |                                                                         |
| Ronda             | Ronda           | Circuito                  | Fecha           | Pole position                                                  | Vuelta rápida                                                  | Piloto ganador                                                 | Equipo ganador                                                          |
| C                 | R1              | Silverstone (National)    | 12 abril        | Canceladas por la Pandemia de enfermedad por Coronavirus 19-20 | Canceladas por la Pandemia de enfermedad por Coronavirus 19-20 | Canceladas por la Pandemia de enfermedad por Coronavirus 19-20 | Canceladas por la Pandemia de enfermedad por Coronavirus 19-20          |
| C                 | R2              | Silverstone (National)    | 12 abril        | Canceladas por la Pandemia de enfermedad por Coronavirus 19-20 | Canceladas por la Pandemia de enfermedad por Coronavirus 19-20 | Canceladas por la Pandemia de enfermedad por Coronavirus 19-20 | Canceladas por la Pandemia de enfermedad por Coronavirus 19-20          |
| C                 | R1              | Oulton Park               | 3 mayo          | Canceladas por la Pandemia de enfermedad por Coronavirus 19-20 | Canceladas por la Pandemia de enfermedad por Coronavirus 19-20 | Canceladas por la Pandemia de enfermedad por Coronavirus 19-20 | Canceladas por la Pandemia de enfermedad por Coronavirus 19-20          |
| C                 | R2              | Oulton Park               | 3 mayo          | Canceladas por la Pandemia de enfermedad por Coronavirus 19-20 | Canceladas por la Pandemia de enfermedad por Coronavirus 19-20 | Canceladas por la Pandemia de enfermedad por Coronavirus 19-20 | Canceladas por la Pandemia de enfermedad por Coronavirus 19-20          |
| C                 | R1              | Donington Park (National) | 23 mayo         | Canceladas por la Pandemia de enfermedad por Coronavirus 19-20 | Canceladas por la Pandemia de enfermedad por Coronavirus 19-20 | Canceladas por la Pandemia de enfermedad por Coronavirus 19-20 | Canceladas por la Pandemia de enfermedad por Coronavirus 19-20          |
| C                 | R2              | Donington Park (National) | 24 mayo         | Canceladas por la Pandemia de enfermedad por Coronavirus 19-20 | Canceladas por la Pandemia de enfermedad por Coronavirus 19-20 | Canceladas por la Pandemia de enfermedad por Coronavirus 19-20 | Canceladas por la Pandemia de enfermedad por Coronavirus 19-20          |
| C                 | R3              | Donington Park (National) | 24 mayo         | Canceladas por la Pandemia de enfermedad por Coronavirus 19-20 | Canceladas por la Pandemia de enfermedad por Coronavirus 19-20 | Canceladas por la Pandemia de enfermedad por Coronavirus 19-20 | Canceladas por la Pandemia de enfermedad por Coronavirus 19-20          |
| C                 | R1              | Snetterton 300            | 21 junio        | Canceladas por la Pandemia de enfermedad por Coronavirus 19-20 | Canceladas por la Pandemia de enfermedad por Coronavirus 19-20 | Canceladas por la Pandemia de enfermedad por Coronavirus 19-20 | Canceladas por la Pandemia de enfermedad por Coronavirus 19-20          |
| C                 | R2              | Snetterton 300            | 21 junio        | Canceladas por la Pandemia de enfermedad por Coronavirus 19-20 | Canceladas por la Pandemia de enfermedad por Coronavirus 19-20 | Canceladas por la Pandemia de enfermedad por Coronavirus 19-20 | Canceladas por la Pandemia de enfermedad por Coronavirus 19-20          |
| C                 | R1              | Knockhill                 | 12 julio        | Canceladas por la Pandemia de enfermedad por Coronavirus 19-20 | Canceladas por la Pandemia de enfermedad por Coronavirus 19-20 | Canceladas por la Pandemia de enfermedad por Coronavirus 19-20 | Canceladas por la Pandemia de enfermedad por Coronavirus 19-20          |
| C                 | R2              | Knockhill                 | 12 julio        | Canceladas por la Pandemia de enfermedad por Coronavirus 19-20 | Canceladas por la Pandemia de enfermedad por Coronavirus 19-20 | Canceladas por la Pandemia de enfermedad por Coronavirus 19-20 | Canceladas por la Pandemia de enfermedad por Coronavirus 19-20          |
| C                 | R1              | Brands Hatch GP           | 26 julio        | Canceladas por la Pandemia de enfermedad por Coronavirus 19-20 | Canceladas por la Pandemia de enfermedad por Coronavirus 19-20 | Canceladas por la Pandemia de enfermedad por Coronavirus 19-20 | Canceladas por la Pandemia de enfermedad por Coronavirus 19-20          |
| C                 | R2              | Brands Hatch GP           | 26 julio        | Canceladas por la Pandemia de enfermedad por Coronavirus 19-20 | Canceladas por la Pandemia de enfermedad por Coronavirus 19-20 | Canceladas por la Pandemia de enfermedad por Coronavirus 19-20 | Canceladas por la Pandemia de enfermedad por Coronavirus 19-20          |
| C                 | R1              | Thruxton                  | 9 agosto        | Canceladas por la Pandemia de enfermedad por Coronavirus 19-20 | Canceladas por la Pandemia de enfermedad por Coronavirus 19-20 | Canceladas por la Pandemia de enfermedad por Coronavirus 19-20 | Canceladas por la Pandemia de enfermedad por Coronavirus 19-20          |
| C                 | R2              | Thruxton                  | 9 agosto        | Canceladas por la Pandemia de enfermedad por Coronavirus 19-20 | Canceladas por la Pandemia de enfermedad por Coronavirus 19-20 | Canceladas por la Pandemia de enfermedad por Coronavirus 19-20 | Canceladas por la Pandemia de enfermedad por Coronavirus 19-20          |
| C                 | R1              | Cadwell Park              | 23 agosto       | Canceladas por la Pandemia de enfermedad por Coronavirus 19-20 | Canceladas por la Pandemia de enfermedad por Coronavirus 19-20 | Canceladas por la Pandemia de enfermedad por Coronavirus 19-20 | Canceladas por la Pandemia de enfermedad por Coronavirus 19-20          |
| C                 | R2              | Cadwell Park              | 23 agosto       | Canceladas por la Pandemia de enfermedad por Coronavirus 19-20 | Canceladas por la Pandemia de enfermedad por Coronavirus 19-20 | Canceladas por la Pandemia de enfermedad por Coronavirus 19-20 | Canceladas por la Pandemia de enfermedad por Coronavirus 19-20          |
| C                 | R1              | Oulton Park               | 5 septiembre    | Canceladas por la Pandemia de enfermedad por Coronavirus 19-20 | Canceladas por la Pandemia de enfermedad por Coronavirus 19-20 | Canceladas por la Pandemia de enfermedad por Coronavirus 19-20 | Canceladas por la Pandemia de enfermedad por Coronavirus 19-20          |
| C                 | R2              | Oulton Park               | 6 septiembre    | Canceladas por la Pandemia de enfermedad por Coronavirus 19-20 | Canceladas por la Pandemia de enfermedad por Coronavirus 19-20 | Canceladas por la Pandemia de enfermedad por Coronavirus 19-20 | Canceladas por la Pandemia de enfermedad por Coronavirus 19-20          |
| C                 | R3              | Oulton Park               | 6 septiembre    | Canceladas por la Pandemia de enfermedad por Coronavirus 19-20 | Canceladas por la Pandemia de enfermedad por Coronavirus 19-20 | Canceladas por la Pandemia de enfermedad por Coronavirus 19-20 | Canceladas por la Pandemia de enfermedad por Coronavirus 19-20          |
| The Showdown      |                 |                           |                 |                                                                |                                                                |                                                                |                                                                         |
| C                 | R1              | TT Circuit Assen          | 20 septiembre   | Canceladas por la Pandemia de enfermedad por Coronavirus 19-20 | Canceladas por la Pandemia de enfermedad por Coronavirus 19-20 | Canceladas por la Pandemia de enfermedad por Coronavirus 19-20 | Canceladas por la Pandemia de enfermedad por Coronavirus 19-20          |
| C                 | R2              | TT Circuit Assen          | 20 septiembre   | Canceladas por la Pandemia de enfermedad por Coronavirus 19-20 | Canceladas por la Pandemia de enfermedad por Coronavirus 19-20 | Canceladas por la Pandemia de enfermedad por Coronavirus 19-20 | Canceladas por la Pandemia de enfermedad por Coronavirus 19-20          |
| C                 | R1              | Donington Park GP         | 4 octubre       | Canceladas por la Pandemia de enfermedad por Coronavirus 19-20 | Canceladas por la Pandemia de enfermedad por Coronavirus 19-20 | Canceladas por la Pandemia de enfermedad por Coronavirus 19-20 | Canceladas por la Pandemia de enfermedad por Coronavirus 19-20          |
| C                 | R2              | Donington Park GP         | 4 octubre       | Canceladas por la Pandemia de enfermedad por Coronavirus 19-20 | Canceladas por la Pandemia de enfermedad por Coronavirus 19-20 | Canceladas por la Pandemia de enfermedad por Coronavirus 19-20 | Canceladas por la Pandemia de enfermedad por Coronavirus 19-20          |
| C                 | R1              | Brands Hatch GP           | 17 octubre      | Canceladas por la Pandemia de enfermedad por Coronavirus 19-20 | Canceladas por la Pandemia de enfermedad por Coronavirus 19-20 | Canceladas por la Pandemia de enfermedad por Coronavirus 19-20 | Canceladas por la Pandemia de enfermedad por Coronavirus 19-20          |
| C                 | R2              | Brands Hatch GP           | 18 octubre      | Canceladas por la Pandemia de enfermedad por Coronavirus 19-20 | Canceladas por la Pandemia de enfermedad por Coronavirus 19-20 | Canceladas por la Pandemia de enfermedad por Coronavirus 19-20 | Canceladas por la Pandemia de enfermedad por Coronavirus 19-20          |
| C                 | R3              | Brands Hatch GP           | 18 octubre      | Canceladas por la Pandemia de enfermedad por Coronavirus 19-20 | Canceladas por la Pandemia de enfermedad por Coronavirus 19-20 | Canceladas por la Pandemia de enfermedad por Coronavirus 19-20 | Canceladas por la Pandemia de enfermedad por Coronavirus 19-20          |

El 10 de junio de 2020, la organización del campeonato anuncio un nuevo calendario, el cual consiste en 6 citas triples y se elimina el "The BSB Showdown"
| Nuevo calendario 2020 | Nuevo calendario 2020 | Nuevo calendario 2020     | Nuevo calendario 2020 | Nuevo calendario 2020 | Nuevo calendario 2020     | Nuevo calendario 2020   | Nuevo calendario 2020                                                 |
| Pretemporada          | Pretemporada          | Pretemporada              | Pretemporada          | Pretemporada          | Pretemporada              | Pretemporada            | Pretemporada                                                          |
| Test                  | Test                  | Circuito                  | Fecha                 | Mejor tiempo          | 2º Mejor tiempo           | 3er Mejor tiempo        | Resultados                                                            |
| --------------------- | --------------------- | ------------------------- | --------------------- | --------------------- | ------------------------- | ----------------------- | --------------------------------------------------------------------- |
| 1                     | D1                    | Donington Park (National) | 28 de julio           | Lee Jackson 1:06.583  | Jason O'Halloran 1:06.597 | Hèctor Barberà 1:06.600 | Tabla de tiempos Archivado el 30 de julio de 2020 en Wayback Machine. |
| Temporada             |                       |                           |                       |                       |                           |                         |                                                                       |
| Ronda                 | Ronda                 | Circuito                  | Fecha                 | Pole position         | Vuelta rápida             | Piloto ganador          | Equipo ganador                                                        |
| 1                     | R1                    | Donington Park (National) | 8 de agosto           | Jason O'Halloran      | Josh Brookes              | Andrew Irwin            | Honda Racing                                                          |
| 1                     | R2                    | Donington Park (National) | 9 de agosto           | Josh Brookes          | Tommy Bridewell           | Andrew Irwin            | Honda Racing                                                          |
| 1                     | R3                    | Donington Park (National) | 9 de agosto           | Tommy Bridewell       | Hèctor Barberà            | Tommy Bridewell         | Oxford Products Racing Ducati                                         |
| 2                     | R1                    | Snetterton 300            | 22 de agosto          | Danny Buchan          | Glenn Irwin               | Christian Iddon         | Visiontrack Ducati                                                    |
| 2                     | R2                    | Snetterton 300            | 23 de agosto          | Glenn Irwin           | Christian Iddon           | Josh Brookes            | Visiontrack Ducati                                                    |
| 2                     | R3                    | Snetterton 300            | 23 de agosto          | Christian Iddon       | Tommy Bridewell           | Glenn Irwin             | Honda Racing                                                          |
| 3                     | R1                    | Silverstone (National)    | 5 de septiembre       | Danny Buchan          | Jason O'Halloran          | Tarran Mackenzie        | McAMS Yamaha                                                          |
| 3                     | R2                    | Silverstone (National)    | 6 de septiembre       | Jason O'Halloran      | Kyle Ryde                 | Kyle Ryde               | Buildbase Suzuki                                                      |
| 3                     | R3                    | Silverstone (National)    | 6 de septiembre       | Kyle Ryde             | Kyle Ryde                 | Kyle Ryde               | Buildbase Suzuki                                                      |
| 4                     | R1                    | Oulton Park               | 19 de septiembre      | Jason O'Halloran      | Jason O'Halloran          | Jason O'Halloran        | McAMS Yamaha                                                          |
| 4                     | R2                    | Oulton Park               | 20 de septiembre      | Jason O'Halloran      | Josh Brookes              | Jason O'Halloran        | McAMS Yamaha                                                          |
| 4                     | R3                    | Oulton Park               | 20 de septiembre      | Josh Brookes          | Jason O'Halloran          | Josh Brookes            | Visiontrack Ducati                                                    |
| 5                     | R1                    | Donington Park GP         | 4 de octubre[n1]      | Josh Brookes          | Jack Kennedy              | Andrew Irwin            | Honda Racing                                                          |
| 5                     | R2                    | Donington Park GP         | 4 de octubre[n1]      | Jack Kennedy          | Jason O'Halloran          | Josh Brookes            | Visiontrack Ducati                                                    |
| 5                     | R3                    | Donington Park GP         | 4 de octubre[n1]      | Jason O'Halloran      | Tarran Mackenzie          | Tarran Mackenzie        | McAMS Yamaha                                                          |
| 6                     | R1                    | Brands Hatch GP           | 17 de octubre         | Josh Brookes          | Jason O'Halloran          | Jason O'Halloran        | McAMS Yamaha                                                          |
| 6                     | R2                    | Brands Hatch GP           | 18 de octubre         | Jason O'Halloran      | Tarran Mackenzie          | Josh Brookes            | Visiontrack Ducati                                                    |
| 6                     | R3                    | Brands Hatch GP           | 18 de octubre         | Tarran Mackenzie      | Tarran Mackenzie          | Josh Brookes            | Visiontrack Ducati                                                    |

N1= La Carrera 1 del 5º fin de semana, prevista para el sábado 3 de octubre, se retrasó al Domingo 4 de octubre debido a las condiciones meteorológicas de lluvia torrencial.

## Clasificaciones

### Sistema de puntuación
Los puntos se reparten entre los quince primeros clasificados en acabar la carrera. 
| Posición | 1.º | 2.º | 3.º | 4.º | 5.º | 6.º | 7.º | 8.º | 9.º | 10.º | 11.º | 12.º | 13.º | 14.º | 15.º |
| Puntos   | 25  | 20  | 16  | 13  | 11  | 10  | 9   | 8   | 7   | 6    | 5    | 4    | 3    | 2    | 1    |

### Puntos de Showdown
El sistema "showdown" consiste en que durante las 9 primeras citaslos pilotos que consiguen podio reciben puntos por esos podios. Al finalizar las 9ª cita (Oulton Park), los 6 primeros de la general pasan al Showdown, reciben 500 puntos más los puntos de pódium que han aconseguido a lo largo de la temporada. Esos 6 pilotos luchan por el título. El resto de pilotos sigue sumando igual los puntos para ver quien gana la "BSB Riders Cup".
| Posición         | 1.º | 2.º | 3.º |
| Puntos de pódium | 5   | 3   | 1   |

### Clasificación de Pilotos
| Pos    | Piloto              | Moto     | DON | DON | DON | SNE | SNE | SNE | SIL | SIL | SIL | OUL | OUL | OUL | DON | DON | DON | BRH | BRH | BRH | Pts |
| Pos    | Piloto              | Moto     | R1  | R2  | R3  | R1  | R2  | R3  | R1  | R2  | R3  | R1  | R2  | R3  | R1  | R2  | R3  | R1  | R2  | R3  | Pts |
| ------ | ------------------- | -------- | --- | --- | --- | --- | --- | --- | --- | --- | --- | --- | --- | --- | --- | --- | --- | --- | --- | --- | --- |
| 1      | Josh Brookes        | Ducati   | 3   | 6   | Ret | 2   | 1   | 5   | 6   | 2   | 6   | 8   | 4   | 1   | 3   | 1   | 3   | 4   | 1   | 1   | 288 |
| 2      | Jason O'Halloran    | Yamaha   | 8   | 3   | 3   | 9   | 8   | 7   | 3   | 3   | 3   | 1   | 1   | 4   | 14  | 2   | 8   | 1   | 2   | 3   | 267 |
| 3      | Christian Iddon     | Ducati   | 4   | 8   | 4   | 1   | 5   | 3   | 8   | 13  | 7   | 2   | 2   | 2   | 2   | 6   | 4   | 2   | 3   | 4   | 258 |
| 4      | Glenn Irwin         | Honda    | 2   | 2   | 2   | 4   | 2   | 1   | 4   | 4   | 4   | 5   | Ret | 6   | Ret | 7   | 2   | 6   | 12  | 11  | 226 |
| 5      | Tarran Mackenzie    | Yamaha   | 7   | 7   | 6   | 7   | 7   | 6   | 1   | Ret | 2   | 9   | 6   | 9   | 4   | 3   | 1   | 3   | Ret | 2   | 215 |
| 6      | Andrew Irwin        | Honda    | 1   | 1   | DSQ | Ret | Ret | 8   | 5   | 9   | 9   | 4   | 7   | Ret | 1   | Ret | 7   | 7   | 4   | 5   | 172 |
| 7      | Tommy Bridewell     | Ducati   | 5   | 9   | 1   | 3   | 3   | 2   | 10  | 6   | 5   | 14  | 11  | 11  | 15  | 5   | Ret | 9   | 10  | 7   | 168 |
| 8      | Lee Jackson         | Kawasaki | 10  | 13  | 9   | 6   | 4   | 4   | 7   | 7   | 8   | 6   | 5   | 3   | 10  | Ret | 6   | 8   | 5   | 9   | 157 |
| 9      | Kyle Ryde           | Suzuki   | Ret | 4   | 7   | 10  | 6   | 10  | 2   | 1   | 1   | Ret | 13  | 13  | 7   | Ret | 14  | 14  | 11  | Ret | 137 |
| 10     | Danny Buchan        | Kawasaki | Ret | 5   | 5   | Ret | Ret | 11  | 9   | 8   | 11  | 3   | 3   | 5   | 9   | Ret | 12  | 5   | 7   | 6   | 131 |
| 11     | Luke Mossey         | BMW      | 6   | 17  | 13  | 12  | 9   | 12  | 11  | Ret | 10  | 11  | 9   | 10  | 11  | 9   | 9   | 11  | 6   | 12  | 95  |
| 12     | Gino Rea            | Kawasaki | Ret | 19  | 12  |     |     |     |     |     |     |     |     |     |     |     |     |     |     |     | 89  |
| 12     | Gino Rea            | Suzuki   |     |     |     | 11  | 12  | 13  | Ret | 12  | 14  | 10  | 12  | 12  | 6   | 4   | 5   | 10  | 9   | 10  | 89  |
| 13     | Bradley Ray         | BMW      | Ret | 12  | 14  | 5   | 10  | 9   | 12  | 5   | 13  | 7   | 8   | 7   | INJ | INJ | INJ | Ret | Ret | 14  | 76  |
| 14     | Peter Hickman       | BMW      | 12  | 18  | 11  | 13  | 11  | Ret | 14  | 11  | 15  | 12  | 10  | 8   | 12  | Ret | 11  | 13  | 8   | 8   | 71  |
| 15     | Ryan Vickers        | Kawasaki | 9   | 11  | 8   | 9   | Ret | Ret | 15  | Ret | 17  | 13  | 14  | 15  | 5   | Ret | Ret | INJ | INJ | INJ | 45  |
| 16     | Jack Kennedy        | Yamaha   | 13  | 15  | Ret | 19  | 13  | Ret |     |     |     |     |     |     |     |     |     |     |     |     | 34  |
| 16     | Jack Kennedy        | Kawasaki |     |     |     |     |     |     |     |     |     | Ret | Ret | 17  | 7   | 8   | 13  | 12  | 13  | Ret | 34  |
| 17     | Hèctor Barberà      | BMW      | Ret | 10  | 10  | 14  | Ret | 15  | 13  | 10  | 12  | 18  | 15  | 14  | 22  | Ret | Ret | 16  | Ret | 15  | 32  |
| 18     | Joe Francis         | BMW      | Ret | 16  | 15  | 15  | 14  | 14  | Ret | 14  | 16  | Ret | Ret | 16  | 17  | 10  | 10  | 15  | Ret | 13  | 24  |
| 19     | Keith Farmer        | Suzuki   | DNS | DNS | DNS | INJ | INJ | INJ |     |     |     | 15  | Ret | 18  | 13  | 11  | 15  |     |     |     | 10  |
| 20     | Alex Olsen          | BMW      | 11  | 14  | Ret | Ret | 15  | Ret | INJ | INJ | INJ |     |     |     |     |     |     |     |     |     | 8   |
| 21     | Taylor Mackenzie    | BMW      | 15  | 22  | 17  | 18  | Ret | Ret | 16  | 16  | 18  | 16  | Ret | 20  | 20  | 12  | 17  | 17  | 14  | 16  | 7   |
| 22     | Strom Stacey        | Kawasaki | 16  | 20  | 16  | 19  | 17  | 17  | 17  | 15  | 19  | 17  | 17  | Ret | 19  | 13  | 16  | 18  | 16  | 17  | 4   |
| 23     | Markus Reiterberger | BMW      |     |     |     |     |     |     |     |     |     |     |     |     | 21  | 14  | 18  |     |     |     | 2   |
| 24     | Dan Linfoot         | Yamaha   | 14  | Ret | Ret | DNS | DNS | DNS |     |     |     |     |     |     |     |     |     |     |     |     | 2   |
| 25     | Graeme Irwin        | Kawasaki | Ret | 21  | 18  | 20  | DNS | Ret | 19  | 18  | 22  | 20  | 18  | 21  | 16  | 15  | 19  | Ret | Ret | Ret | 1   |
| 26     | Josh Owens          | Kawasaki | 18  | Ret | 20  | 21  | 18  | 18  | Ret | Ret | 20  | 19  | 17  | 19  | WD  | WD  | WD  | 19  | 15  | 18  | 1   |
|        | Tom Ward            | Kawasaki |     |     |     | 16  | 16  | 16  | 18  | 17  | 21  | Ret | Ret | Ret | WD  | WD  | WD  |     |     |     | 0   |
|        | Bjorn Estment       | BMW      | 17  | 23  | 19  | Ret | 19  | 19  | 21  | Ret | Ret | 21  | Ret | Ret | 23  | 16  | DNS |     |     |     | 0   |
| Suzuki | Bjorn Estment       |          |     |     |     |     |     |     |     |     |     |     |     |     |     |     | 21  | 17  | 19  |     | 0   |
|        | Ian Hutchinson      | BMW      |     |     |     |     |     |     |     |     |     |     |     |     | 18  | Ret | DNS |     |     |     | 0   |
|        | Brian McCormack     | BMW      | 19  | 24  | 21  | 22  | 20  | 20  | 21  | Ret | 23  | 22  | 19  | Ret | Ret | Ret | DNS | 20  | Ret | Ret | 0   |
|        | Lachlan Epis        | BMW      |     |     |     |     |     |     |     |     |     |     |     |     |     |     |     | Ret | Ret | DNS | 0   |
|        | Matt Truelove       | Kawasaki |     |     |     |     |     |     |     |     |     |     |     |     |     |     |     | WD  | WD  | WD  | 0   |
| Pos    | Piloto              | Moto     | SIL | SIL |     | OUL | OUL |     | DON | DON | DON | SNE | SNE |     | KNO | KNO |     | BRH | BRH |     | Pts |

| Color     | Resultado                                                               |
| --------- | ----------------------------------------------------------------------- |
| Oro       | Ganador                                                                 |
| Plata     | 2.ª plaza                                                               |
| Bronce    | 3.ª plaza                                                               |
| Verde     | Finalizó en los puntos                                                  |
| Azul      | Finalizó sin puntos                                                     |
| Azul      | NC - No clasificado                                                     |
| Violeta   | Ret - No terminó (Carrera)                                              |
| Rojo      | DNQ - No se clasificó                                                   |
| Negro     | DSQ - Descalificado                                                     |
| Blanco    | DNS - No empezó (carrera)                                               |
| Blanco    | WD - Retirado (fin de semana)                                           |
| Blanco    | C - Carrera cancelada                                                   |
| Sin color | DNP - Inscrito pero no participó                                        |
| Sin color | INJ - Lesionado                                                         |
| Sin color | EX - Excluido                                                           |
| Estado    | Resultado                                                               |
| Negrita   | Pole position                                                           |
| Cursiva   | Vuelta rápida                                                           |
| †         | Abandona, pero clasifica al completar el porcentaje requerido para ello |